# Jaroslav Puchmertl
Jaroslav Puchmertl (14. října 1916, Kladno – 18. dubna 1991, Praha) byl sochař, člen skupiny Ra, sběratel umění, funkcionář komunistického režimu.

## Život
Jaroslav Puchmertl pocházel z rodiny s kamenosochařskou tradicí. Vystudoval sochařství u Karla Dvořáka. Za války udržoval kontakty s Josefem Istlerem a Zdeňkem Lorencem a stal se krátce členem skupiny Ra. Tvořil surrealistické fotokoláže a sochy hlav Hermafroditů nebo sochy z drátů a sítěk. Obludné hlavy jeho tvarově amorfních Hermafroditů vyjadřují schizofrenii válečných let. František Šmejkal chápal Puchmertlovy sochy s fantomatickou fyziognomií nebo anonymní prázdnou tváří jako práce, které "rozšiřují nepříliš bohatou tradici českého surrealistického sochařství o zcela původní polohu." Jeho fotokoláže byly zařazeny na výstavu Czech modernism 1900–1945 v Houstonu roku 1989 a byly zakoupeny do sbírek Museum of Fine Arts Houston.
V letech 1941–1948 působil jako externí redaktor Nakladatelství mladých v Kladně (Paškovo nakladatelství) kam ke spolupráci přizval některé členy skupiny Ra (Ludvík Kundera, Zdeněk Lorenc, Josef Istler, Bohdan Lacina, Otta Mizera). Po válce vystudoval Vysokou školu hospodářských a politických věd a po roce 1948 byl krajským tajemníkem ČSM na Kladensku, později referentem a v závěru 60. let vedoucím kulturního odboru Ústředního výboru Národní fronty v Praze. Z této funkce zadával práci např. Josefu Istlerovi nebo Mikuláši Medkovi, kteří nebyli členy SČSVU a pro obživu v té době malovali politické transparenty nebo plakáty pro cirkus. Mikuláš Medek v letech 1952-1953 namaloval portrét Jaroslava Puchmertla s cikádami, který je svou mnohoznačností paralelou k nové sérii Medkových figurálních obrazů (Portrét 53).
Puchmertl spolupracoval se Státní bezpečností a poskytoval jí informace na Vratislava Effenbergera, Mikuláše Medka nebo Jiřího Koláře. Podle Ludvíka Kundery, který znal Puchmertla od počátku založení Skupiny Ra roku 1944, byl "bytost poněkud mysteriózní, trvale jakoby zametající stopy, těžko zasažitelný mistr náznaku a nedopovězení". Roku 1945, kdy ho navštívil na Kladně, měl Puchmertl v bytě velkou sbírku historických gramofonových desek a v bytě své přítelkyně pod postelí naskládané velké formáty obrazů Štyrského, Toyen, Janouška, Laciny nebo Zykmunda.

### Kolektivní výstavy
- 1945 Výstava studentů výtvarníků, Uměleckoprůmyslové museum, Praha
- 1964 Imaginativní malířství 1930-1950, Alšova jihočeská galerie v Hluboké nad Vltavou
- 1988 Skupina Ra, Dům U Kamenného zvonu, Praha
- 1988 Skupina Ra, Krajská galerie, Hradec Králové
- 1989 Czech Modernism 1900-1945, Museum of Fine Arts Houston, Houston, International Center of Photography, New York City, Akron Art Museum, Akron
- 2001 Skupina Ra. Ohlédnutí za surrealistickou skupinou očima Ludvíka Kundery, Městská galerie, Vysoké Mýto, Okresní vlastivědné muzeum, Litoměřice
- 2006 České umění XX. století: 1940-1970, Alšova jihočeská galerie v Hluboké nad Vltavou
- 2010 Roky ve dnech. České umění 1945-1957, Městská knihovna Praha, Praha
- 2013 Rekonstrukce, Galerie Emila Juliše / Antikvariát Fabio, Černčice, Petrohrad
- 2017 Pomíjivost snů, Galerie Moderna, Praha

### Sběratelství výtvarného umění
Puchmertl byl patrně nejvýznamnějším raně poválečným soukromým sběratelem českého surrealismu. S budováním své sbírky začal kolem roku 1936 a od počátku se soustředil zejména na surrealistické a imaginativní umění, které vyhledával i podle reprodukcí v předválečných Volných směrech. Díla volil s vytříbeným vkusem a kupoval většinou na splátky přímo od autorů nebo předních prvorepublikových sběratelů. Jádrem jeho sbírky byla poetistická díla Štyrského a Toyen, František Janoušek a autoři skupiny Ra a Skupiny 42, dále Vladimír Fuka, Vlastimil Beneš a Emil Filla. Za Protektorátu a v 50. letech byl v kontaktu s Františkem Čeřovským, od kterého zakoupil malbu Josefa Šímy a Jindřicha Štyrského. Puchmertl měl kromě toho velkou knihovnu s cennými výtvarnými publikacemi, zvláště surrealistickými.
V 60. letech se zajímal o mladší generaci umělců z okruhu Konfrontací a Šmidrů, ale jejich díla se pro něj brzy stala finančně nedostupná. Vlastnil některé klíčové obrazy Mikuláše Medka, kterému v té době zadával zakázky a opatřoval malířský materiál. V pozdější době soustředil svůj sběratelský zájem na bibliofilské tisky.
Roku 1967 byl zakladatelem a ideovým tvůrcem výstavy dětských kreseb ke 25. výročí lidické tragédie, ze které se od roku 1972 stal mezinárodní projekt Mezinárodní dětská výtvarná výstava Lidice.

## Sbírka Jaroslava Puchmertla (výběr)
- Mikuláš Medek, Úsměvy odpoledne (1948)
- Mikuláš Medek, Jaro 51 (1951)
- Mikuláš Medek, Hlava, která spí imperialistický spánek (1953)